# アンドレ・マツワ
アンドレ・マツワ（André Matsoua、1899年1月17日-1942年1月13日）は、ラリ族。社会運動家。政治家でも宗教家でもないが、彼の存在はフランス領中部コンゴ全体に巨大な影響を与え、彼を崇めるマツワニズム（マツワ運動）という宗教運動が勃興し、彼の死後は政治的にも影響力を持つようになり、1960年のコンゴ共和国独立にも多大な影響を与えた。
1920年代後半、パリに居住していたマツワは、コンゴ人のためにSociété Amicale des Originaires de l'A.E.F.という自己啓発団体をパリにて設立した。1926年から1929年にかけて、この組織は黒人差別反対を唱え始め、彼はフランス共産党主催の大会に出席し、黒人基盤の労働組合の設立に協力していた。彼は1929年に逮捕されてコンゴに強制送還され、フランス領赤道アフリカの植民地政府から投獄され、チャドに流されて1942年1月13日に死亡した。
マツワの投獄は、コンゴ人には植民地政府に対する殉教であるとみなされ、マツワを救世主として崇め、いつの日かマツワが再臨することを信じる人々が増加し、やがてマツワニズムとして宗教運動化していった。ちょうどコンゴ川の対岸にあるベルギー領コンゴにおいて、シモン・キンバングによるキンバング教会（キンバングー運動あるいはキンバンギズム）が勃興する時期と重なっていたため両運動は対比されることが多いが、キンバングーが明確に救世主を名乗り宗教運動を行ったのとは異なり、マツワは最後まで救世主と名乗るどころか宗教運動にさえかかわらずに没したところが大きく異なる。信仰の対象がなんらメッセージを発することもないまま、マツワと無関係に組織されたマツワニズムは信者を増やし、反フランスの象徴としてコンゴに確固たる勢力を築くこととなった。
コンゴ独立時、宗教界出身の政治家フルベール・ユールーはマツワニズムの後継者とみなされ、彼らの支持を得ていた。以後のアルフォンセ・マサンバ＝デバやドニ・サスヌゲソ、ベルナール・コレラといった政治家たちもマツワの人気にあやかり、彼のイデオロギーを継承すると称した。